# Корабли измерительного комплекса проекта 1128, 1129Б

## История создания проекта 1128
Корабли проекта 1128, 1129Б стали первыми отечественными кораблями данного класса. Родились они на польских верфях по заказу и проекту Министерства судостроительной промышленности, как рудовозы. Польский проект назывался B-31, советский заказчик — тип «Донбасс». Прообразом этих рудовозов, их предшественником стал известный польский проект B-30. За все годы было построено 29 корпусов B-30, а головное судно серии В-30 «Солдек» ныне преобразовано в мемориальный музей польского флота. По проекту B-31 спущено на воду значительно больше — 86 корпусов.
Группу польских конструкторов возглавил Адольф Поляк, талантливый учёный, механик, судостроитель.
После передачи рудовозов Военно-морскому флоту они были переименованы:
- «Павлоград» → «Сибирь»
- «Первоуральск» → «Сучан»
- «Пермь» → «Сахалин»
- «Прокопьевск» → «Чукотка»

Интересно, что командование Военно-Морского Флота СССР первоначально рассматривало вариант переоборудования в корабли измерительного комплекса крейсеров пр. 68 бис, но срок работ в четыре года не устроил С. П. Королёва.
Будущий «Сучан» (корпус № 54) был заложен 24.01.1958 г., спущен на воду 22.05.1958 г. и передан СССР 12.11.1958 г.
Корпус № 55 («Сибирь») заложен 22.03.1958 г., спущен на воду 14.06.1958 г. и передан заказчику 31.10.1958 г.
«Сахалин» (зав. № 56) соответственно 14.04.1958 г., 1.07.1958 г. и 4.12.1958 г. Причём, одно судно, скорее всего «Павлоград/Сибирь», было возвращено в Ленинград уже из рейса.
Корпус № 57, «Чукотка» — 30.04.1958 г. заложен на верфи, спущен на воду 31.07.1958 г., а 20.12.1958 г. передан заказчику — Министерству судостроительной промышленности СССР.
КИК «Чукотка» первоначально переоборудовался, как судно-ретранслятор по проекту 1129, но первые же боевые работы выявили избыточность этой функции — корабли сами прекрасно справлялись с проблемами связи. В 1962 году проект переоборудован ещё раз в 1129Б и вошёл в состав ТОГЭ-5, как корабль измерительного комплекса.
Так эти корабли оказались на коренном переоборудовании по пр. 1128.
Основные тактико-технические характеристики пр. 1128, 1129
| Водоизмещение    | 7400 т |
| Длина            | 103,51 м |
| Ширина           | 14,64 м |
| Осадка           | 6,1 м |
| Число вертолётов | 1 |
| Главная машина   | Паровая, компаунд 4 цилиндра 2 500 л. с., главные котлы «Бабкок-Вилькокс» — 2 шт. производительностью 13 т/ч. |
| 12 уз            | 200 человек                                                                                                   |

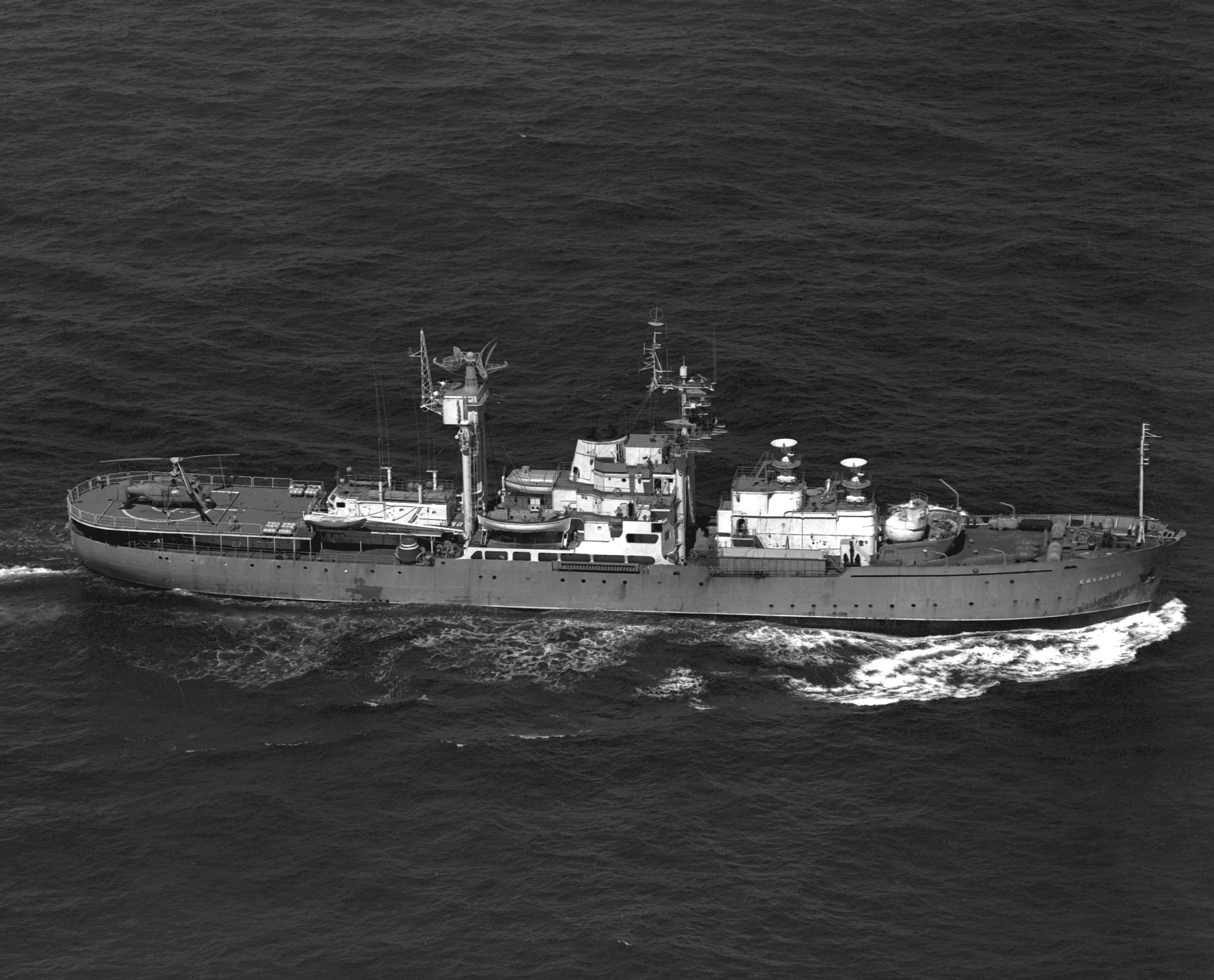
КИК «Сахалин», конец 80-х

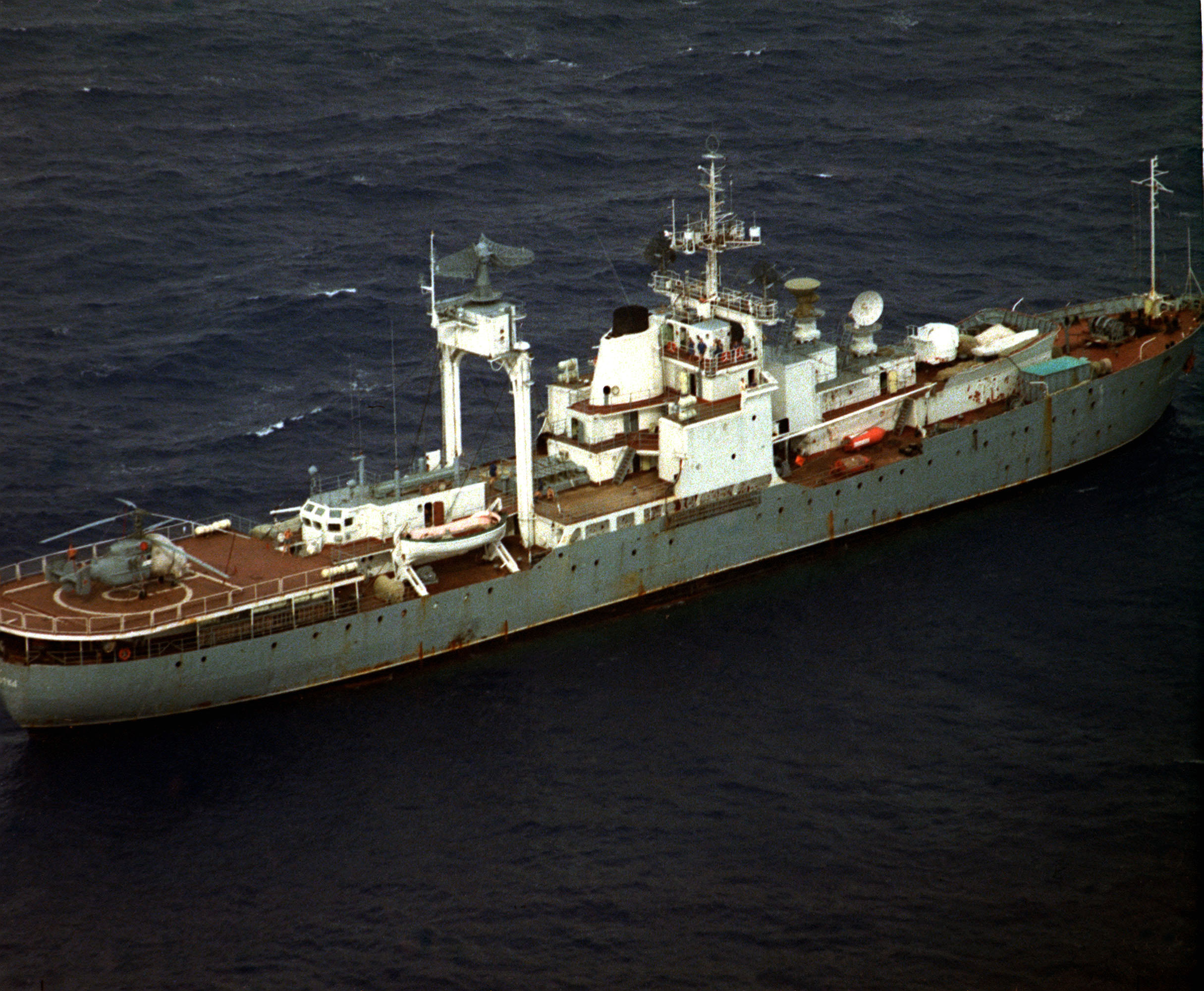
КИК «Чукотка»

Переоборудование построенных в Польше рудовозов началось в ноябре-декабре
1958 г. заводом № 189 Ленсовнархоза (ныне «Балтийский завод») под руководством главного конструктора ЦКБ-17 Виктора Владимировича Ашика с участием Ижорского завода. Заместителями назначены Д. Н. Загайкевич и П. П. Милованов, главный строитель А. М. Косач. Работа шла в три смены, представители ЦКБ находились непосредственно на борту, где сразу же при необходимости корректировались чертежи. Практически инженеры и рабочие жили в деревянных времянках на кораблях. Объём работ был выполнен значительный. К началу переоборудования измерительной аппаратуры в морском исполнении не имелось. На судах устанавливалась аппаратура, используемая наземными командно-измерительными пунктами. Телеметрические и радиолокационные станции, размещенные в кузовах универсальных нормальных габаритов (КУНГах), снимались с автомобильных шасси и устанавливались на специальных фундаментах в бывшем втором грузовом трюме, превращенном в аппаратный. Оптическая аппаратура, предназначенная для проведения траекторных измерений, размещалась в стабилизированных постах, позаимствованных у крейсера пр. 68-БИС и эсминца пр. 30. Понятно, что требования к системе стабилизации были очень высокими. Кормовой трюм оборудовали каютами, кубриками, камбузом и отдельными постами. Обшивку усилили противоледовым слоем, так как почти сразу стал рассматриваться вариант перехода Северным морским путём. Швартовые и ходовые испытания провели в течение июня 1959 г.
Суда были переданы в состав ТОГЭ-4, войсковая часть 10573
Самое непосредственное участие в переоборудовании принимали экипажи судов. В апреле 1959 г. в Ленинград для службы на ТОГЭ-4 прибыли шесть офицеров из НИИ-4 МО СССР. По договорённости между Главкомом ВМФ адмиралом Флота Советского Союза С. Г. Горшковым и Главкомом РВСН маршалом артиллерии М. И. Неделиным эти офицеры были назначены на должности заместителей командиров ЭОС по специальным измерениям: инженер-майор А. П. Бачурин (ЭОС "Сибирь), инженер-майор Г. М. Карпухин (ЭОС «Сахалин»), инженер-майор А. В. Лимановский (ЭОС «Сучан»), Ю. С. Юрин (ЭОС «Чукотка»), а инженер-подполковник В. А. Авраменко — на должность заместителя командира ТОГЭ-4. Инженер-капитан С. И. Крошко — на должность флагманского специалиста по обработке материалов специальных измерений. Инженер-капитан Ю. В. Гичкин — на должность командира группы средств радиотехнических измерений ЭОС «Сибирь».
Заказчик проекта НИИ-4 Министерства обороны СССР государственные испытания совместил с переходом кораблей на Дальний Восток. Первый этап госиспытаний корабли провели в Финском заливе, но завершили их уже в акватории Тихого океана.
Перед флотом задача стояла так: во что бы то ни стало в период летней навигации перебазировать корабли на Камчатку. В июле 1959 г. корабли переданы ВМФ в «звании» экспедиционно-океанографических судов. В 5:30 московского времени 21.07.1959 г. корабли отошли от восточной стенки Усть-Рогатки в Кронштадте. Для скрытности все специальные антенны были сняты и восстановлены только в Мурманске. Для проводки по Северному морскому пути каждому кораблю были выделены ледоколы: «Капитан Воронин» — «Чукотке», «Капитан Мелехов» — «Сахалину», «Молотов» — «Сучану» и «Красин» — «Сибири». За 33 ходовых суток корабли прошли 6 850 миль.
В Мурманске на борт кораблей сели первые палубные вертолёты советского ВМФ — Ка-15. Экипажи и техники были прикомандированы из вертолётной эскадрильи Шкотовского района Приморского края. Это был первый в истории флота штат корабля, укомплектованный вертолётчиками. На переходе проводились тренировочные полёты, отрабатывалась посадка на палубу, проводилась воздушная ледовая разведка. Не всё сразу удалось предусмотреть: вертолёты испытывались на севере, а в дальнейшем летать им пришлось в районе экватора. После первых лет работы в палубной авиации ТОГЭ-4 лётчики были переведены на Черноморский флот, где тогда очень активно проводились испытания вертолётоносцев пр. 1123.
Проект 1128, 1129 оказались на редкость живучими и мореходными произведениями польских корабелов. Правда, весомым их недостатком было наличие одного винта и малая скорость хода, что сказывалось на их управляемости, особенно на заднем ходу (гребной винт четырёхлопастной диаметром 4,25 м). Корпус имел семь водонепроницаемых переборок, 196 шпангоутов со шпацией 66 см. Корабль оборудован спальными местами на 57 офицеров, 23 мичманов и 196 матросов.
КИК «Сучан» в начале 70-х был переименован в КИК «Спасск».

## Общекорабельное описание
На борту имелась система кондиционирования воздуха, а каюта командира корабля была оборудована отдельным душем и ванной.
Судоходные параметры: осадка носом — 6,3 м, кормой — 6,76 м. Общая высота рангоута составляла 33,6 м. Два якоря Холла по 2,5 т, якорная цепь калибра 52 мм длиной 300 м и один запасной якорь 2,0 т.
На кораблях стояли три дизель-генератора мощностью 300 кВт и один мощностью 100 кВт. Таким образом, суммарная мощность составляла 1000 кВт. Кроме этого, аварийное питание поддерживалось аккумуляторной батареей, как на подводных лодках, напряжением 220 В.
Расход топлива составлял в последние годы 8 — 9,6 т/сут, котельной воды — 12 т.
Опреснительная установка ИВС-16 обеспечивала 50 т/сут. Палубное оборудование было типичным, имелся рабочий и командирский катер, рабочая шлюпка и две спасательных вместимостью по 50 человек.
Основа всего применения проекта — его радиоэлектронное вооружение. Его первый состав включал флотские РЛС того времени и специальные средства, полученные от ракетчиков. Впоследствии корабли неоднократно модернизировались, причём можно выделить три периода больших модернизаций (все работы вёл «Дальзавод»): доработка кормовой части, замена радиотехнического вооружения и доработка носовой части. При этом каждый ремонт на «Дальзаводе» сопровождался изменениями в составе измерительного комплекса.
Самое удивительное в пр. 1128, 1129 то, что составляющая БЧ-5 не модернизировалась ни разу: «Бабкок-Вилькокс» (Babcock International) — название установленных шведских паровых котлов. Паровая машина МР-9.5. Буквы в названии паровой машины означают «Maszyna Parowa» (Польша) с турбиной отработанного пара. Эти машины строили на металлургическом заводе «ZGODA» в Свентохловице. К концу 1980-х годов материальная часть у механиков износилась настолько, что, например, на «Спасске» зазор клапанов составлял 12 мм! В ремонте 1979—1980 годах командир БЧ-5 капитан 3 ранга Д. И. Атрашкевич пытался получить документацию на своё заведование, но документацию не нашли даже через МИД СССР.
Первая большая модернизация кораблей пр. 1128 тогда ещё ТОГЭ-4 проходила ориентировочно в 1965—1966 году. Корабли получили столовую для личного состава. Устройства и механизмы серьёзно поизносились, а по некоторым вопросам уже тогда необходимо было принять принципиальные решения. Так достоверно известно о нескольких авариях вертолётов на экспедиции, причём одна из них произошла в базе в 1961 г., а две других в открытом океане. Знаменитый лётчик Борис Григорьевич Федоровский со своим штурманом Алексеем Земляковым дважды падали вместе с вертолётом и оба раза чудом остались живы. Вины экипажа нет — двигатели были поршневыми и в условиях тропиков подняться с хорошей динамикой Ка-15 просто не хватало сил. Кроме того, эти первые флотские вертолёты даже заправлялись «по-деревенски» — канистра, воронка, бензин Б-70, замша, шланг (заправочных станций для них не было). Два топливных бака переключались вручную, а время полёта не превышало 1 ч. Максимальный вес, который мог поднять вертолёт, не превышал 45 кг, при сбросе, например, радиобуя аппарат подскакивал до 20 м. Достаточно было выставить руку из кабины и вертолёт терял управление. Все эти нюансы особенно проявлялись в тропическом океане! Логично было бы внести принципиальные изменения в конструкцию кормовой части корпуса, но для этого нужны были новые вертолёты.
В начале 1970-х гг. корабли приобрели известный ныне контур, корпус лишился полубака. Были значительно удлинены левый и правый фальшборты в районе бака.
Радиотехническое вооружение сначала состояло из двухкоординатной помехозащищённой РЛС «Кактус», работающей в дециметровом диапазоне радиоволн и навигационных радиопеленгаторов «Нептун». Затем корабли по очереди получили более современную РЛС «Ангара» и навигационные РЛС «Дон». Революционной была установка на КИКах аппаратуры БРС в 1970—1972 гг, а на «Спасске» — в 1980 г. Специалисты проходили довольно длительные командировки по изучению новой аппаратуры на полигоне «Кура».
Отличительной и несомненной особенностью кораблей пр. 1128 от других флотских кораблей было наличие ЭВМ, сначала это были ЭВМ «Урал», а затем «Мир-2». Именно они обеспечивали обработку, как целеуказаний, так и измеренных параметров. Очень тяжело в начале 1970-х гг. внедрялась «Мир-2» из-за чувствительности к вибрации корпуса от работающих дизель-генераторов.
К специальным техническим средствам следует отнести станцию «Кама-М», а также телеметрические станции СК, «Трал-К», БРС-4 и ПРК-М. На борту имелась также аппаратура оптических наблюдений ФРС-МК, система единого времени «Кипарис» и система стабилизации «Комплекс».
Последний этап модернизации пр. 1128 прошёл в середине 1970-х годов. Были значительно переоборудованы КИК «Сибирь», «Сахалин», а «Спасск» чуть позже — на рубеже 1980-х. Самое главное, конечно, изменение — была сделана дополнительная вертолётная палуба, что сразу изменило внешний вид сначала «Сибири», а затем и других кораблей. Это позволило в дальнейшем применять более тяжёлые вертолёты, сделало вертолётную палубу более просторной и удобной для взлёта и посадки, тем более, что стали применять аппаратуру радиопривода Р-653. Из контура кораблей исчез штурвал аварийного рулевого управления. На «Сибири» и «Сахалине» параллельно с этим устанавливалась новая производительная носовая рефрижераторная машина. Вертолётная палуба и её механизмы получили единообразное устройство на всех кораблях.

## Списание
К концу эксплуатации пр. 1128 серьёзно поизносился. Имелись большие проблемы с главными машинами. Не лучше обстояли дела и с корпусом. Всё чаще стали случаться опасные происшествия то на «Чукотке», то на «Сибири». Так в 1988 г. в Охотском море «Сибирь» начала принимать забортную воду через подводную часть корпуса и дейдвудные сальники. Сначала один, а потом другой корабли пр. 1128 становились водозаправщиками для рейдовых «Чажмы», «Чумикана», «Маршала Неделина» и «Маршала Крылова». Только «Спасск», прошедший модернизацию в 1980-х гг., ещё некоторое время считался плавающим кораблём и самостоятельно дошёл до Индии, чтобы там закончить свой героический и трудный путь в 1996 г.

## Командиры кораблей пр. 1128

### КИК «Сибирь»
- Седов Валерий Александрович
- Захаров Феликс Фёдорович.
- Пригарин Виктор Андреевич
- Афанасьев Николай Дмитриевич
- Морозов Геннадий Константинович (1972-1983)
- Шехунов Валерий Григорьевич

### КИК «Спасск» («Сучан»)
- Васильков Павел Евгеньевич
- Абдрахманов Асаф Кутдусович, Герой Советского Союза
- Шадров Александр Михайлович
- Огурцов Виктор Дмитриевич
- Пастухов Леонид Васильевич
- Каплин Юрий Алексеевич
- Вихров Александр Андреевич
- Евдокимов Николай Александрович

### КИК «Сахалин»
- Зонов Виктор Васильевич
- Марухин Николай Фёдорович
- Зайцев Анатолий
- Кролик Сергей Яковлевич
- Егоров Виктор Александрович
- Гарновский Валерий Борисович (1986-1992)

### КИК «Чукотка»
- Пилипенко Иван Кузьмич
- Костылев Борис Александрович
- Чернов Гелий Васильевич
- Михайлов Владимир Иванович
- Прокофьев Валентин Аркадьевич
- Ющенко Валентин Харитонович
- Егоров Виктор